# Предтеченская, Лия Михайловна
Лия Михайловна Предтеченская (урожд. Гуревич; 29 сентября 1922 — 15 июля 1999) — советский и российский педагог, учёный, член Научного совета по проблемам эстетического воспитания при Академии педагогических наук СССР, создатель школьного предмета «Мировая художественная культура».

## Биография

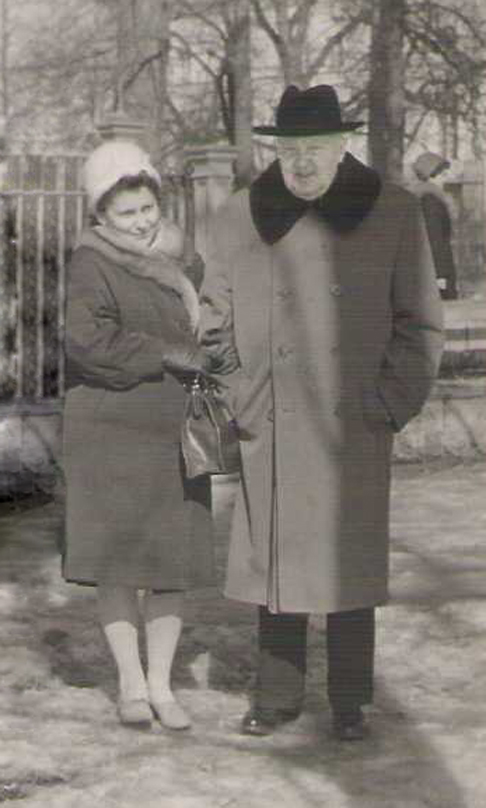
Л. М. Предтеченская с мужем А. В. Предтеченским на прогулке. Город Пушкин, апрель 1964 г.

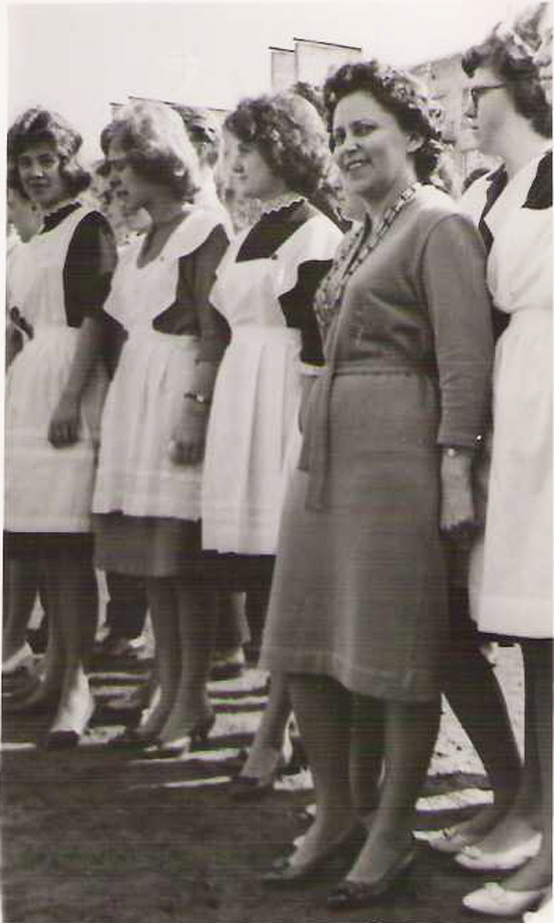
Л. М. Предтеченская с учениками своего класса в 397 школе. Выпуск 1964 г.

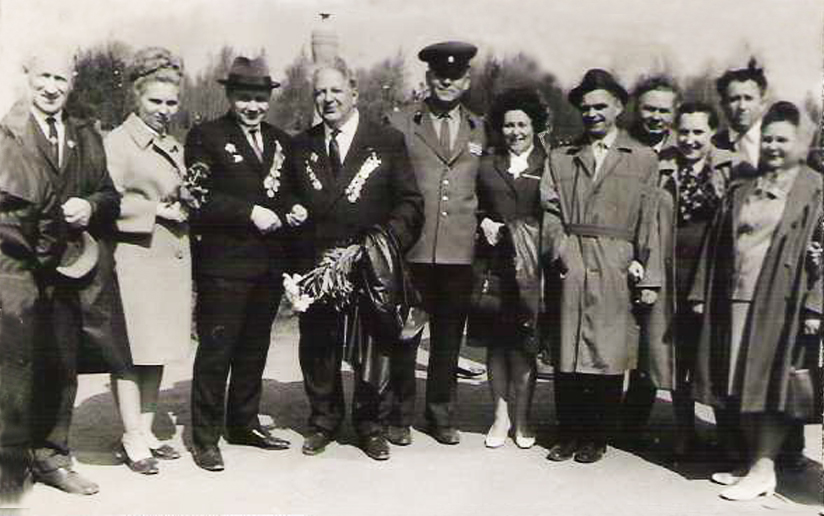
Л. М. Предтеченская на встрече с однополчанами в день 25-летия Победы. Ленинград. 9 мая 1970 г.

Лия Михайловна родилась 29 сентября 1922 года в Батуми. В 1930 году её родители переезжают в Ленинград, чтобы дать образование детям (в семье их было трое). Семья поселяется в небольшой квартире деревянного дома в пос. Левашово, где живёт вплоть до снятия блокады Ленинграда в 1944 году. После окончания школы в 1941 году Лия Михайловна поступает на исторический факультет ЛГУ им. А. А. Жданова, но уже в самом начале 1942 года уходит добровольцем на фронт. Окончив курсы радисток, служит в Воздухоплавательном дивизионе аэростатов воздушного наблюдения. Участвует в операциях Невской оперативной группы, в боях по прорыву блокады Ленинграда. В 1943 году ранена, в 1944 году — демобилизована по ходатайству ЛГУ для продолжения учёбы. Имеет боевые награды: Орден Отечественной войны I степени, медали «За отвагу», «За боевые заслуги», «За оборону Ленинграда» и другие.
После окончания войны Лия Михайловна выходит замуж за своего фронтового товарища, командира дивизиона Анатолия Евгеньевича Шальопу. В 1946 году у них рождается сын Геннадий. Трудовой стаж Лии Михайловны Предтеченской насчитывает более 50 лет. В 1948 году, закончив исторический факультет университета, она получает направление на работу в Высшую морскую академию им. К. Е. Ворошилова. В течение семи лет, начиная с 1949 года, вместе с мужем и сыном живёт в военных гарнизонах в Луге, Львове, Даоляне (КНР), где преподает историю в офицерских вечерних школах.
С 1956 года Лия Михайловна работает учителем истории в школах Ленинграда, где начинает интересоваться вопросами внедрения в школьное историческое образование тем по художественной культуре. Большое участие в этом принимает Анатолий Васильевич Предтеченский (1893—1966) — профессор ЛГУ, историк, человек энциклопедических знаний, который ещё в студенческие годы приобщил Лию Михайловну к истории культуры, заинтересовал научной работой, привил любовь к искусству и передал ей свою идею о создании школьного курса «Мировая художественная культура». Общие интересы, общее дело и любовь друг к другу связали их на долгие годы. Когда первый брак Лии Михайловны распался, а у Анатолия Васильевича умерла его первая жена, они поженились.
Летом 1960 года состоялось знакомство, сыгравшее большую роль в судьбе Л. М. Предтеченской как педагога и в судьбе созданного ею интегративного курса «Мировая художественная культура», впоследствии пополнившего список предметов в базисном учебном плане общеобразовательной школы. Это было знакомство с Д. Б. Кабалевским (1904—1987), произошедшее случайно, во время путешествия на теплоходе по Волге двух семей — Предтеченских и Кабалевских. Знакомство переросло в дружбу, а затем в сотрудничество единомышленников, стоящих у истоков российской педагогики искусства. Узнав о замысле нового предмета, Д. Б. Кабалевский приехал в школу, чтобы присутствовать на занятиях Л. М. Предтеченской, после чего пригласил её работать в Научном совете по проблемам эстетического воспитания при АПН СССР.
60-80-е годы в жизни Л. М. Предтеченской — это время интенсивной и творческой педагогической и научной работы. Л. М. Предтеченская работает в школе учителем истории, классным руководителем. Одновременно Лия Михайловна занимается научной работой по созданию программы курса «Мировая художественная культура». В этом ей оказывают поддержку многие ученые и деятели культуры того времени: композитор и педагог Д. Б. Кабалевский, художник и педагог Б. М. Неменский, педагог-реформатор Э. Д. Днепров, академик Д. С. Лихачёв, композитор Родион Щедрин, философ и культуролог М. С. Каган, писатель А. М. Мелихов, музыковед и педагог Л. А. Баренбойм, педагог и литературовед М. Г. Качурин, музыковед А. И. Климовицкий, искусствовед и педагог А. Д. Чегодаев, филолог С. В. Тураев, искусствовед А. Г. Бойко, педагог и литературовед В. Г. Маранцман, педагог Э. Б. Абдуллин и многие другие.
В 1973 году, после прохождения целевой аспирантуры в Ленинградском Педагогическом институте им. А. И. Герцена, Лия Михайловна защищает кандидатскую диссертацию «Вопросы художественной культуры в курсах Новой и Новейшей истории. Проблема отбора материала». В этой диссертации обосновывалась идея необходимости расширения преподавания историко-культурных тем в школьном курсе истории.
С 1973 по 1976 год на историческом факультете института читает студентам курс лекций по преподаванию мировой художественной культуры в старших классах школы. С 1975 года работает в лаборатории музыкального обучения НИИ школ МП РСФСР, руководимой Д. Б. Кабалевским, где принимает участие в разработке концепции непрерывного художественно-эстетического воспитания (1-10 классы общеобразовательной школы), а также продолжает научную разработку курса «Мировая художественная культура», призванного силой воздействия различных искусств в их комплексе формировать духовный мир старшеклассников.
В 1977 году Министерство просвещения РСФСР разрешает начать экспериментальное преподавание МХК. На протяжении десяти лет (с 1977 по 1987) новый школьный курс проверялся в ряде школ СССР. Стартовой площадкой эксперимента стал Ленинград, руководила экспериментом Л. М. Предтеченская. Научно-педагогическая деятельность Предтеченской в этот период была тесно связана с работой в московском ЦИУУ, где в июне каждого года проходили месячные курсы подготовки методистов и учителей по МХК для школ России. Акцент делался на методике преподавания предмета: на понимании учителями принципов построения программы и на освоении метода художественно-педагогической драматургии, являющегося методом композиционного построения урока МХК как урока искусства.
В 1987 году решением Коллегии МП РСФСР курс «Мировая художественная культура» (МХК) был включен в базисный учебный план (БУП) средней школы в качестве обязательного предмета для старшей школы (8-10 классы).
В 1980—1990-е годы Л. М. Предтеченская много времени уделяет распространению накопленного педагогического опыта в области преподавания МХК, в частности, созданного ею оригинального метода художественно-педагогической драматургии. После введения в 1987 году предмета МХК в базовый учебный план средней школы начинается работа по его внедрению в школьную практику. Вместе с учителями-единомышленниками Л. М. Предтеченская ездит по стране, организовывает лекции и семинары для учителей, дает открытые уроки, активно участвует в создании курсов МХК при Институтах усовершенствования учителей.
Лия Михайловна Предтеченская умерла 15 июля 1999 года. Похоронена на Северном кладбище Санкт-Петербурга (Парголово) — там же, где похоронен её муж Анатолий Васильевич Предтеченский.
Обширная научно-методическая, лекторская, просветительская деятельность Л. М. Предтеченской была отмечена Почетными грамотами, значками «Отличник народного просвещения РСФСР» (1965), «Отличник народного просвещения СССР» (1987).

## Судьба педагогического наследия

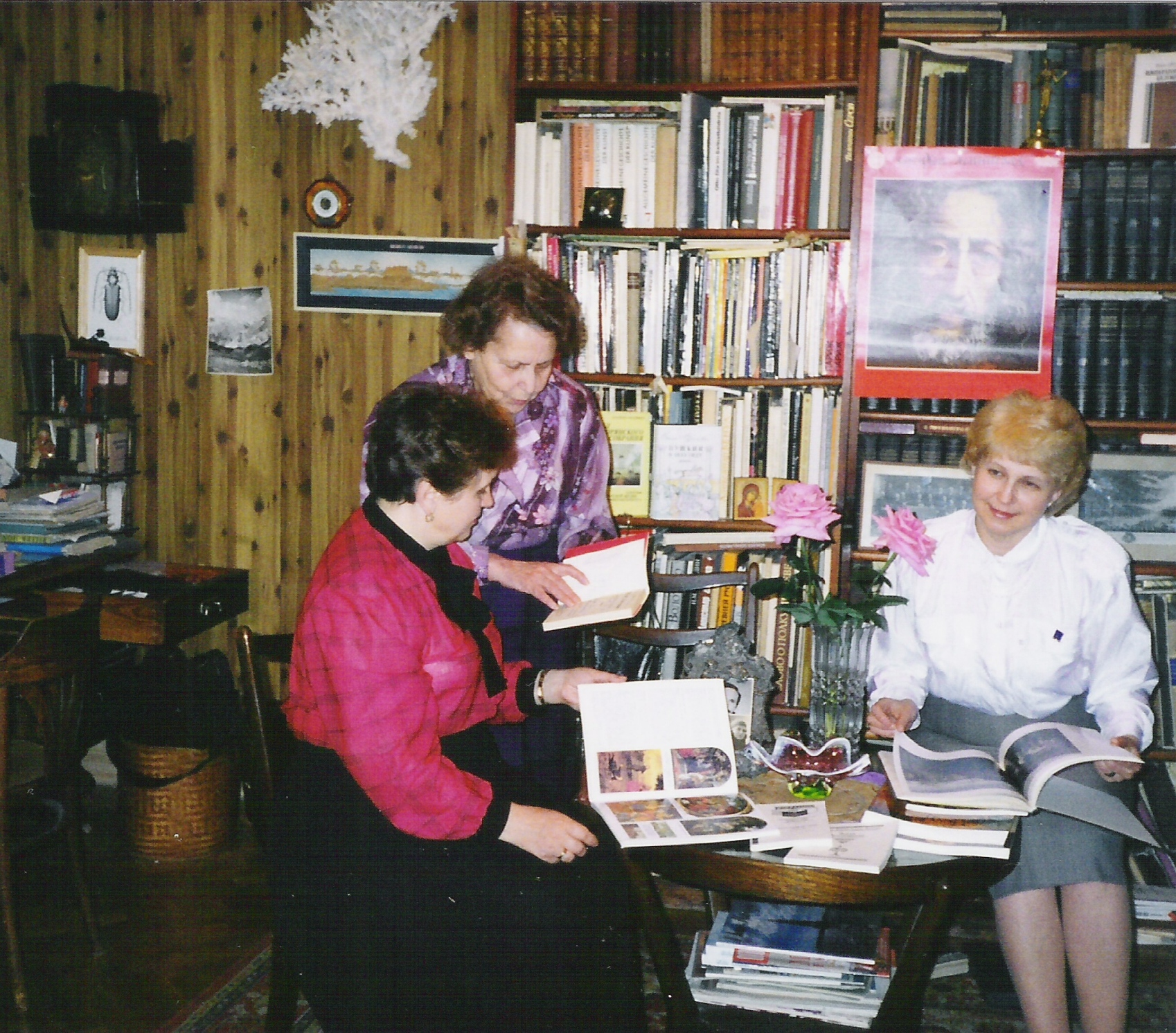
В кабинете Л. М. Предтеченской. 1990-е годы

После опубликования (в 2000 г.) программного документа «Минимум содержания образования по предмету „Мировая художественная культура“», в издательствах «Фирма МХК» и «ВЛАДОС» стали выходить учебные и методические пособия по новому школьному предмету. С 2000 по 2005 гг. в ГИЦ «ВЛАДОС» издается Учебно-методический комплект по МХК, рекомендованный к преподаванию Федеральным экспертным советом (ФЭС). В него вошли программы, методические рекомендации для учителей, конспекты готовых уроков, учебные пособия для учащихся, созданные на основе пособий, разработанных под руководством Л. М. Предтеченской в НИИ школ в 80-90-е годы. Однако в 2006 г. Федеральный экспертный совет (ФЭС) не рекомендовал программу Л. М. Предтеченской для преподавания в школах, и публикация пособий была приостановлена. В числе причин называлось, в частности, несоответствие программы Предтеченской концентрическому подходу в построении учебных программ, а также Государственным стандартам 2004 г., которые предполагали сокращение количества часов на МХК. В скором времени по заказу Минобрнауки были созданы другие программы и учебники по МХК, которые соответствовали требованиям нового стандарта.
Этот факт вызвал негативную оценку со стороны учителей и сотрудников Л. М. Предтеченской. Так, по мнению Л. В. Пешиковой, специфика ситуации заключается в том, что «предмет МХК сохранен, но рекомендованы к преподаванию другие программы и учебники, которые, заимствовав у Л. М. Предтеченской название „Мировая художественная культура“ и принцип интегративности в организации материала, представляют по своей сути программы и учебники совсем другого предмета, выполняют другую цель. Произошла подмена: уникальная по возможностям духовного воспитания и творческого развития школьников, новаторская программа художественного предмета <…> заменена на традиционные, научного типа программы, бесстрастно дающие объективную информацию по истории культуры, формирующие рациональное мышление и не способные эффективно решать задачи духовно-нравственного развития подростков. Это шаг назад для педагогической науки…».
В 2009 году Л. В. Пешикова организовала НКО Фонд «Социально-культурная инициатива» с целью вернуть программу и методику преподавания МХК в российскую школу. В 2013 г. Федеральный институт развития образования (ФИРО) присвоил программе, переработанной Л. В. Пешиковой в соответствии с требованиями ФГОС, гриф «Допущено для использования во внеклассной и внеурочной деятельности».
Начиная с 2007 года публикуются конспекты уроков соратницы Л. М. Предтеченской, астраханского учителя и методиста Н. А. Леухиной, созданные на основе метода художественно-педагогической драматургии.

## Интересные факты
- МХК был рожден в недрах школы, а не в министерских или академических кабинетах, и вырос и укрепился в школьной практике благодаря активности учителей, учеников и их родителей[14].
- Предмет МХК стал первым предметом, получившим психолого-педагогическое обоснование[15].
- О предмете МХК говорили как об уникальном явлении в истории педагогики: «Мировая художественная культура — сравнительно новый предмет, не имеющий аналогов в мировой практике»

 — писал психолог А. А. Мелик-Пашаев.
- Школа № 387 не была благополучной. В классах, в которых Л. М. Предтеченская начала преподавать МХК, бо́льшая часть подростков состояла на учёте в Детской комнате милиции, однако к концу 10 класса они все были с учёта сняты.
- Среди знаменитых выпускников Л. М. Предтеченской — политики Галина Старовойтова[17] (выпуск 1964 года) и Оксана Дмитриева (выпуск 1975 года)[18].
- Младший внук Л. М. Предтеченской — кинорежиссёр Андрей Шальопа.